# Justin Biebers diskografi
Den kanadensiska artisten Justin Biebers diskografi består av ett studioalbum, en EP, fem singlar och tre promosinglar. Vid tretton års ålder, upptäcktes Bieber på YouTube, och därefter signerad av R&B-sångaren Usher. Den populära produktionsduon Tricky Stewart och The-Dream producerade Biebers debutsingel, "One Time", som nådde topp 20 på det esta hitlistorna.
Biebers skivdebut, en EP vid namn My World, släpptes den 17 november 2009. Den debuterade på hitlistorna runt om i hela världen, som topp 5 i USA, Storbritannien och Kanada där den debuterade som nummer ett. På EP:en finns även den framgångsrika uppföljningssingeln, "One Less Lonely Girl" och promosinglarna "Favorite Girl" och "Love Me". Uppföljaren till My World, studioalbumet, My World 2.0 släpptes den 23 mars 2010. Albumet debuterade på förstaplatsen i USA och nådde topp 5 i de flesta andra länderna. Från albumet släpptes singeln "Baby," med den amerikanske rapparen Ludacris som gästartist. Den nådde topp 10 placeringar runt om i hela världen. Albumets andra singel, "Somebody to Love", nådde en topp 10 placering i Kanada och topp 20 placering i flera andra länder. "Never Let You Go" släpptes som en promosingel medan "U Smile" släpptes som albumets tredje singel.

## Album

### Studioalbum
| År   | Albumdetaljer                                                                                                  | Högsta positioner | Högsta positioner | Högsta positioner | Högsta positioner | Högsta positioner | Högsta positioner | Högsta positioner | Högsta positioner | Högsta positioner | Högsta positioner | Certifikat                                        |
| År   | Albumdetaljer                                                                                                  | CAN               | AUS               | AUT               | FRA               | GER               | IRE               | NZ                | SWI               | UK                | US                | Certifikat                                        |
| ---- | --- | ----------------- | ----------------- | ----------------- | ----------------- | ----------------- | ----------------- | ----------------- | ----------------- | ----------------- | ----------------- | ------------------------------------------------- |
| 2010 | My World 2.0 - Utgiven: 23 mars 2010 - Skivbolag: Island/RBMG - Format: CD, digital nedladdning                | 1                 | 1[a]              | 2[a]              | 4[a]              | 1                 | 4                 | 1[a]              | 9                 | 3                 | 1                 | - CAN: 2× Platina - AUS: Platina - US: 2× Platina |
| 2011 | Under the Mistletoe - Utgiven: 1 november 2011 - Skivbolag: Island/RBMG - Format: CD, digital nedladdning      | 1                 | 6                 | 22                | 14                | 21                | 5                 | 7                 | 25                | 13                | 1                 |                                                   |
| 2012 | Believe - Utgiven: 15 juni 2012 - Skivbolag: Island/RBMG - Format: CD, digital nedladdning                     | 1                 | 1                 | 1                 | 3                 | 3                 | 1                 | 1                 | 3                 | 1                 | 1                 |                                                   |
| 2015 | Purpose - Utgiven: 13 november 2015 - Skivbolag: Def Jam/RBMG/Schoolboy - LP, Kassett, CD, digital nedladdning | 1                 | 1                 | 3                 | 8                 | 3                 | 1                 | 1                 | 1                 | 2                 | 1                 | - AUS: Platina                                    |

### EP-skivor
| År   | Albumdetaljer                                                                                   | Högsta positioner | Högsta positioner | Högsta positioner | Högsta positioner | Högsta positioner | Högsta positioner | Högsta positioner | Högsta positioner | Högsta positioner | Högsta positioner | Certifikat                                       |
| År   | Albumdetaljer                                                                                   | CAN               | AUS               | AUT               | FRA               | GER               | IRE               | NZ                | SWI               | UK                | US                | Certifikat                                       |
| ---- | ----------------------------------------------------------------------------------------------- | ----------------- | ----------------- | ----------------- | ----------------- | ----------------- | ----------------- | ----------------- | ----------------- | ----------------- | ----------------- | ------------------------------------------------ |
| 2009 | My World - Utgiven: 17 november 2009 - Skivbolag: Island/RBMG - Format: CD, digital nedladdning | 1                 | 1[a]              | 2[a]              | 4[a]              | 18                | 11                | 1[a]              | 39                | 3                 | 5                 | - CAN: 2× Platina - UK: 2× Platina - US: Platina |

### Remixalbum
| År   | Albumdetaljer                                                                                             | Högsta positioner | Högsta positioner | Certifikat     |
| År   | Albumdetaljer                                                                                             | CAN               | US                | Certifikat     |
| ---- | --- | ----------------- | ----------------- | -------------- |
| 2010 | My Worlds Acoustic - Utgiven: 26 november 2010 - Skivbolag: Island/RBMG - Format: CD, digital nedladdning | 4                 | 7                 | - CAN: Platina |
| 2011 | Never Say Never: The Remixes - Utgiven: 14 februari 2011 - Skivbolag: Island/RBMG                         | 1                 | 1                 | - CAN: Platina |

### Samlingsalbum
| År   | Albumdetaljer | Högsta positioner | Högsta positioner | Högsta positioner | Högsta positioner | Högsta positioner | Certifikat |
| År   | Albumdetaljer | NL                | SWE               | DK                | NZ                | POL               | Certifikat |
| ---- | --- | ----------------- | ----------------- | ----------------- | ----------------- | ----------------- | ---------- |
| 2010 | My Worlds: The Collection - Utgiven: 19 november 2010 - Skivbolag: Island, RBMG - Format: CD, digital nedladdning | 26                | 39                | 24                | 27                | 45                |            |

## Singlar
| År                                                                                   | Titel                   | Högsta positioner | Högsta positioner | Högsta positioner | Högsta positioner | Högsta positioner | Högsta positioner | Högsta positioner | Högsta positioner | Högsta positioner | Högsta positioner | Certifikat                                      | Album                     |
| År                                                                                   | Titel                   | CAN               | AUS               | AUT               | FRA               | GER               | IRE               | NZ                | SWI               | UK                | US                | Certifikat                                      | Album                     |
| ------------------------------------------------------------------------------------ | ----------------------- | ----------------- | ----------------- | ----------------- | ----------------- | ----------------- | ----------------- | ----------------- | ----------------- | ----------------- | ----------------- | ----------------------------------------------- | ------------------------- |
| 2009                                                                                 | "One Time"              | 12                | 23                | 30                | 13                | 14                | 31                | 6                 | 66                | 11                | 17                | - CAN: Platina - AUS: Platina - US: Platina     | My World                  |
| 2009                                                                                 | "One Less Lonely Girl"  | 10                | 68                | 54                | —                 | 22                | —                 | —                 | —                 | 62                | 16                | - US: Guld                                      | My World                  |
| 2010                                                                                 | "Baby" (feat. Ludacris) | 3                 | 3                 | 27                | 1                 | 22                | 7                 | 4                 | 27                | 3                 | 5                 | - AUS: 2× Platina - UK: Silver - US: 2× Platina | My World 2.0              |
| 2010                                                                                 | "Somebody to Love"      | 10                | 20                | 43                | —                 | 16                | 33                | 12                | —                 | 33                | 15                |                                                 | My World 2.0              |
| 2010                                                                                 | "U Smile"               | 17                | 65                | —                 | —                 | —                 | —                 | —                 | —                 | 98                | 27                |                                                 | My World 2.0              |
| 2010                                                                                 | "Pray"                  | —                 | —                 | 63                | —                 | 51                | —                 | —                 | —                 | —                 | —                 |                                                 | My Worlds: The Collection |
| 2010                                                                                 | "Boyfriend"             | 1                 | 5                 | —                 | 17                | 40                | 9                 | 2                 | 19                | —                 | 2                 |                                                 | Believe                   |
| 2015                                                                                 | "What Do You Mean?"     | 1                 | 1                 | 1                 | 3                 | 4                 | 1                 | 1                 | 2                 | 1                 | 1                 |                                                 | Purpose                   |
| 2015                                                                                 | "Sorry"                 | 1                 | 2                 | 2                 | 4                 | 3                 | 1                 | 1                 | 2                 | 1                 | 1                 |                                                 | Purpose                   |
| "—" betecknar singlar som inte utgavs i det landet eller som inte gick in på listan. |                         |                   |                   |                   |                   |                   |                   |                   |                   |                   |                   |                                                 |                           |

### Som gästartist
| År                                                                                   | Titel                                                    | Högsta positioner | Högsta positioner | Högsta positioner | Högsta positioner | Högsta positioner | Högsta positioner | Certifikat                               | Album                             |
| År                                                                                   | Titel                                                    | CAN               | AUS               | IRE               | NZ                | UK                | US                | Certifikat                               | Album                             |
| ------------------------------------------------------------------------------------ | -------------------------------------------------------- | ----------------- | ----------------- | ----------------- | ----------------- | ----------------- | ----------------- | ---------------------------------------- | --------------------------------- |
| 2010                                                                                 | "We Are the World: 25 for Haiti" (med Artists for Haiti) | 7                 | 18                | 9                 | 8                 | 50                | 2                 |                                          | Singlar utan album                |
| 2010                                                                                 | "Wavin' Flag" (med Young Artists for Haiti)              | 1                 | —                 | —                 | —                 | 104               | —                 | - CAN: 3× Platina                        | Singlar utan album                |
| 2010                                                                                 | "Eenie Meenie" (med Sean Kingston)                       | 14                | 11                | 26                | 8                 | 9                 | 15                | - CAN: Guld - AUS: Platina - US: Platina | TBA och My World 2.0              |
| 2016                                                                                 | "Cold Water" (med Major Lazer & Mø)                      | 1                 | 1                 | 1                 | 1                 | 1                 | 2                 |                                          | Music Is The Weapon               |
| 2016                                                                                 | "Let Me Love You" (med DJ Snake)                         | 4                 | 2                 | 2                 | 3                 | 2                 | 4                 |                                          | Encore                            |
| 2017                                                                                 | "2U" (med David Guetta)                                  | 4                 | 2                 | 5                 | 4                 | 5                 | 16                |                                          | 7                                 |
| 2018                                                                                 | "Hard 2 Face Reality" (med Poo Bear & Jay Electronica)   | 78                | —                 | —                 | —                 | —                 | —                 |                                          | Poo Bear Presents Bearthday Music |
| 2019                                                                                 | "I Don't Care" (med Ed Sheeran)                          | 2                 | 1                 | 1                 | 2                 | 1                 | 2                 |                                          | No.6 Collaborations Project       |
| "—" betecknar singlar som inte utgavs i det landet eller som inte gick in på listan. |                                                          |                   |                   |                   |                   |                   |                   |                                          |                                   |

## Promosinglar
| År                                                                                        | Titel                                 | Högsta positioner | Högsta positioner | Högsta positioner | Högsta positioner | Högsta positioner | Album              |
| År                                                                                        | Titel                                 | CAN               | AUS               | NZ                | UK                | US                | Album              |
| ----------------------------------------------------------------------------------------- | ------------------------------------- | ----------------- | ----------------- | ----------------- | ----------------- | ----------------- | ------------------ |
| 2009                                                                                      | "Love Me"                             | 12                | 65                | —                 | 71                | 37                | My World           |
| 2009                                                                                      | "Favorite Girl"                       | 15                | 92                | —                 | 76                | 26                | My World           |
| 2010                                                                                      | "Never Let You Go"                    | 14                | 67                | 16                | 84                | 21                | My World 2.0       |
| 2010                                                                                      | "Never Say Never" (feat. Jaden Smith) | 11                | 38                | 20                | 95                | 33                | My Worlds Acoustic |
| 2012                                                                                      | "Die in Your Arms"                    | 14                | 31                | 21                | 34                | 17                | Believe            |
| 2015                                                                                      | "I'll Show You"                       | 8                 | 16                | 5                 | 15                | 19                | Purpose            |
| "—" betecknar promosinglar som inte utgavs i det landet eller som inte gick in på listan. |                                       |                   |                   |                   |                   |                   |                    |

## Övriga låtar
| År                                              | Titel                               | Högsta positioner | Högsta positioner | Högsta positioner | Högsta positioner | Album        |
| År                                              | Titel                               | CAN               | AUS               | UK                | US                | Album        |
| ----------------------------------------------- | ----------------------------------- | ----------------- | ----------------- | ----------------- | ----------------- | ------------ |
| 2009                                            | "Down to Earth"                     | 61                | —                 | 149               | 79                | My World     |
| 2009                                            | "Bigger"                            | 78                | —                 | 162               | 94                | My World     |
| 2009                                            | "First Dance" (feat. Usher)         | 88                | —                 | 156               | 99                | My World     |
| 2009                                            | "Common Denominator"                | 72                | —                 | 166               | —                 | My World     |
| 2010                                            | "That Should Be Me"                 | —                 | —                 | 179               | 92                | My World 2.0 |
| 2010                                            | "Stuck in the Moment"               | —                 | —                 | 151               | 125               | My World 2.0 |
| 2010                                            | "Overboard" (feat. Jessica Jarrell) | —                 | —                 | 182               | —                 | My World 2.0 |
| 2010                                            | "Kiss and Tell"                     | —                 | 78                | —                 | —                 | My World 2.0 |
| "—" betecknar låtar som inte gick in på listan. |                                     |                   |                   |                   |                   |              |

## Albumframträdanden
| År   | Titel                                                  | Album  | Noteringar                 |
| ---- | ------------------------------------------------------ | ------ | -------------------------- |
| 2010 | "Somebody to Love (Remix)" (Usher feat. Justin Bieber) | Versus | Co-låtskrivare, gästartist |

## Musikvideor
| År   | Titel                           | Regissör(er)   |
| ---- | ------------------------------- | -------------- |
| 2009 | "One Time"                      | Vashtie Kola   |
| 2009 | "One Less Lonely Girl"          | Roman White    |
| 2010 | "Baby"                          | Ray Kay        |
| 2010 | "Never Let You Go"              | Colin Tilley   |
| 2010 | "We Are the World 25 for Haiti" | Paul Haggis    |
| 2010 | "Eenie Meenie"                  | Ray Kay        |
| 2010 | "Somebody to Love" (remix)      | Dave Meyers    |
| 2010 | "Never Say Never"               | Honey          |
| 2010 | "Love Me"                       | Alfredo Flores |
| 2010 | "U Smile"                       | Colin Tilley   |
| 2010 | "Never Say Never" (akustisk)    |                |
| 2010 | "Pray"                          |                |

## DVD-skivor
| År   | DVD-detaljer                                                                         | Högsta position |
| År   | DVD-detaljer                                                                         | IRE             |
| ---- | ------------------------------------------------------------------------------------ | --------------- |
| 2011 | This Is My World - Utgiven: 3 januari 2011 - Skivbolag: Metrodome - Utgiven i Europa | 10              |